# 挹江门街道
挹江门街道是中国江苏省南京市鼓楼区下辖的一个街道办事处。位于鼓楼区的西北部，西到古城墙；南部以模范中路、模范西路为界，毗邻宁海路街道；东面以中山北路、福建路、钟阜路为界，毗邻中央门街道；北部以护城河和大桥南路为界，毗邻旧下关区的建宁路街道和下关街道。面积3.6平方公里，常住人口8.8万。
挹江门街道下辖9个社区居委会：回龙桥社区、模范西路社区、戴家巷社区、妙峰庵社区、钟阜路社区、丁山社区、察哈尔路社区、鲁迅园社区、福建路社区。  
挹江门街道辖区内沿中山北路一线，在民国时代就是政府机关分布区，目前还设有江苏省信息产业厅、省外事办公室、江苏旅游局等，而昔日的行政院和交通部已经改为解放军南京政治学院，英国大使馆则改为双门楼宾馆。南京师范大学附属中学等名校也分布在挹江门街道辖区内。